# Jamaikanische Badmintonmeisterschaft 2014
Die Jamaikanische Badmintonmeisterschaft 2014 fand vom 12. bis zum 15. Dezember 2014 im Constant Spring Golf and Country Club in Kingston statt. Es war die 67. Austragung der nationalen Titelkämpfe im Badminton von Jamaika.

## Sieger und Finalisten
| Disziplin    | Gold                        | Silber                            |
| ------------ | --------------------------- | --------------------------------- |
| Herreneinzel | Gareth Henry                | Dayvon Reid                       |
| Dameneinzel  | Katherine Wynter            | Ruth Williams                     |
| Herrendoppel | Garron Palmer Gareth Henry  | Shane Wilson Tremar Barham        |
| Damendoppel  | nicht ausgetragen           | nicht ausgetragen                 |
| Mixed        | Gareth Henry Geordine Henry | Dayvon Reid Christine Leyow-Mayne |